# 森一郎
森一郎（？—？）日本人，关东军将领，晋北自治政府、蒙疆联合自治政府官员。

## 生平
1934年1月14日，日本关东军驻黑河（察哈尔省沽源以东）司令官森一郎在察东以飞机散发《警告宋哲元军驻龙门所部队》的声明书，内称龙门驻军违背条约，应当撤退到赤城延庆以西，否则便发动进攻。又称满洲国布告如再有遭撕毁之情事，日军将采取断然措施。
1937年10月15日晋北自治政府成立，森一郎任警务厅厅长。后来，森一郎担任察哈尔盟参与官。蒙疆联合自治政府宣化省公署次长泽田真一调总务厅任职后，由察哈尔盟参与官森一郎接任次长。